# Catania Bicocca vasútállomás
Catania Bicocca vasútállomás egy vasútállomás Olaszországban, Szicília régióban, Catania megyében, Catania településen. Forgalma alapján az olasz vasútállomás-kategóriák közül az ezüst kategóriába tartozik.

## Vasútvonalak
Az állomást az alábbi vasútvonalak érintik:
- Messina-Siracusa-vasútvonal
- Catania–Agrigent-vasútvonal
- Catania–Gela-vasútvonal